# Ermida de Nossa Senhora da Penha de França

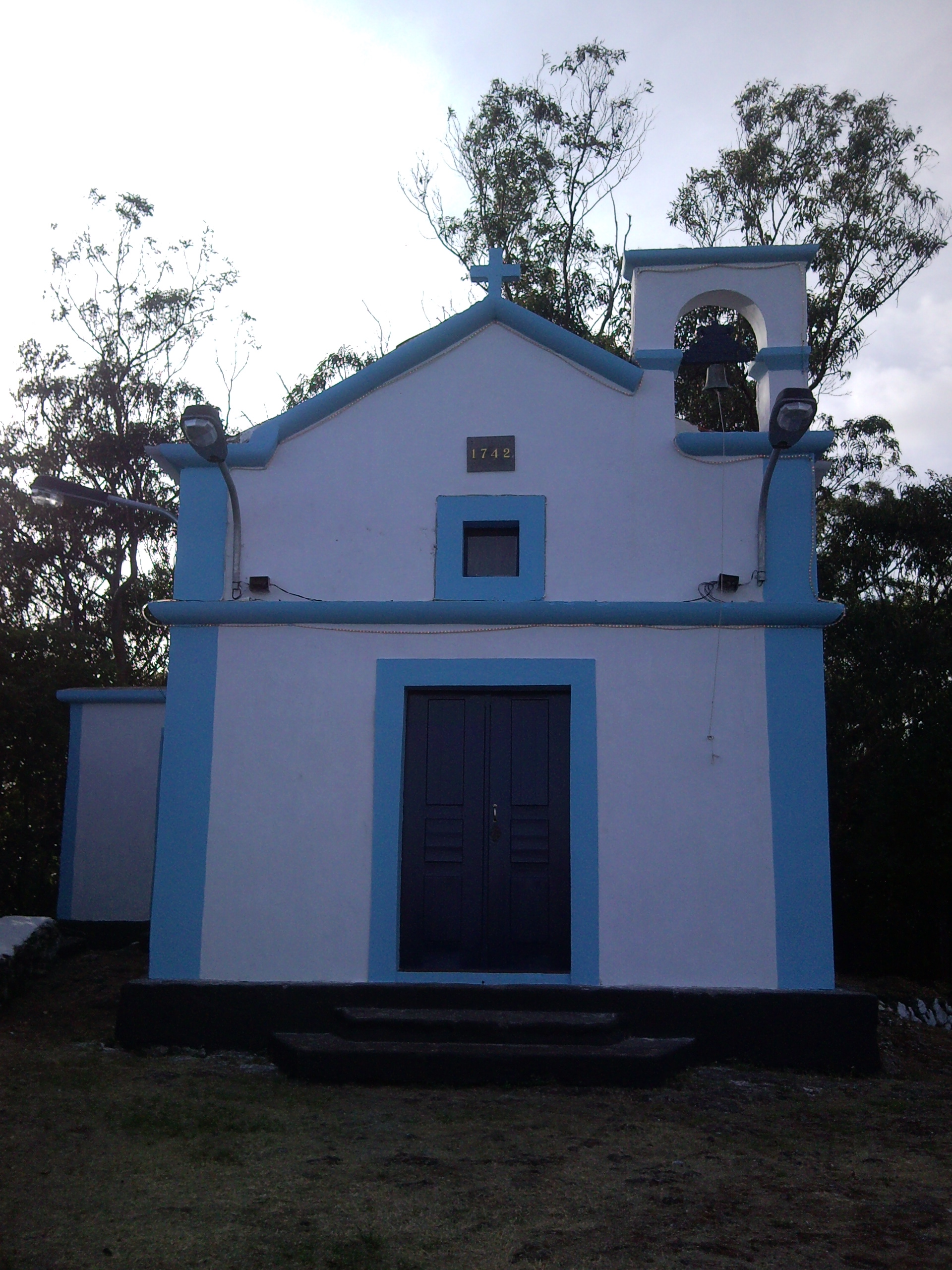
Ermida de Nossa Senhora da Penha de França.

A Ermida de Nossa Senhora da Penha de França é um templo cristão português localizado ao Pico da Urze, freguesia de São Pedro, concelho de Angra do Heroísmo, ilha Terceira, Açores.
Esta ermida cuja construção recua ao ano de 1742 deve-se à iniciativa do padre Sebastião Deiró, que a adquiria por intermédio do seu procurador, o padre António Dias.
O terreno onde a ermida se encontra instalada foi doado por D. Clara Martins Xavier Noronha, então viúva do Sargento-mor, Tomé da Fonseca Carvão, tendo a escritura se doação sido lavra no dia 25 de Agosto de 1742.
A ermida apresenta-se como uma construção simples mas com uma vista soberba até grande distância dada a altitude a que a mesma se encontra construída e o seu posicionamento no cimo de uma colina, no Pico da Urze, às portas de Angra do Heroísmo.
A entrada de acesso à ermida é feita por uma escadaria que leva ao adro, que se apresenta muito amplo, dado que era destinado ao uso dos seus romeiros onde poderiam descansar.
A capela apresenta uma escultura feita em madeira de cedro do mato, que representa a virgem e o menino, e que data do século XVIII, sendo da autoria de um escultor da ilha Terceira. Na mesma capela duas outras esculturas, estas em terracota e datadas do inicio do século XX, são da autoria de santeiros também da ilha Terceira. Destas duas imagens, uma representa São João Batista e a outra São José com o Menino.